# Balduin II av Flandern
Balduin II av Flandern, född 865, död 918, var regerande greve av Flandern från 879 till 918.